# Горки-9

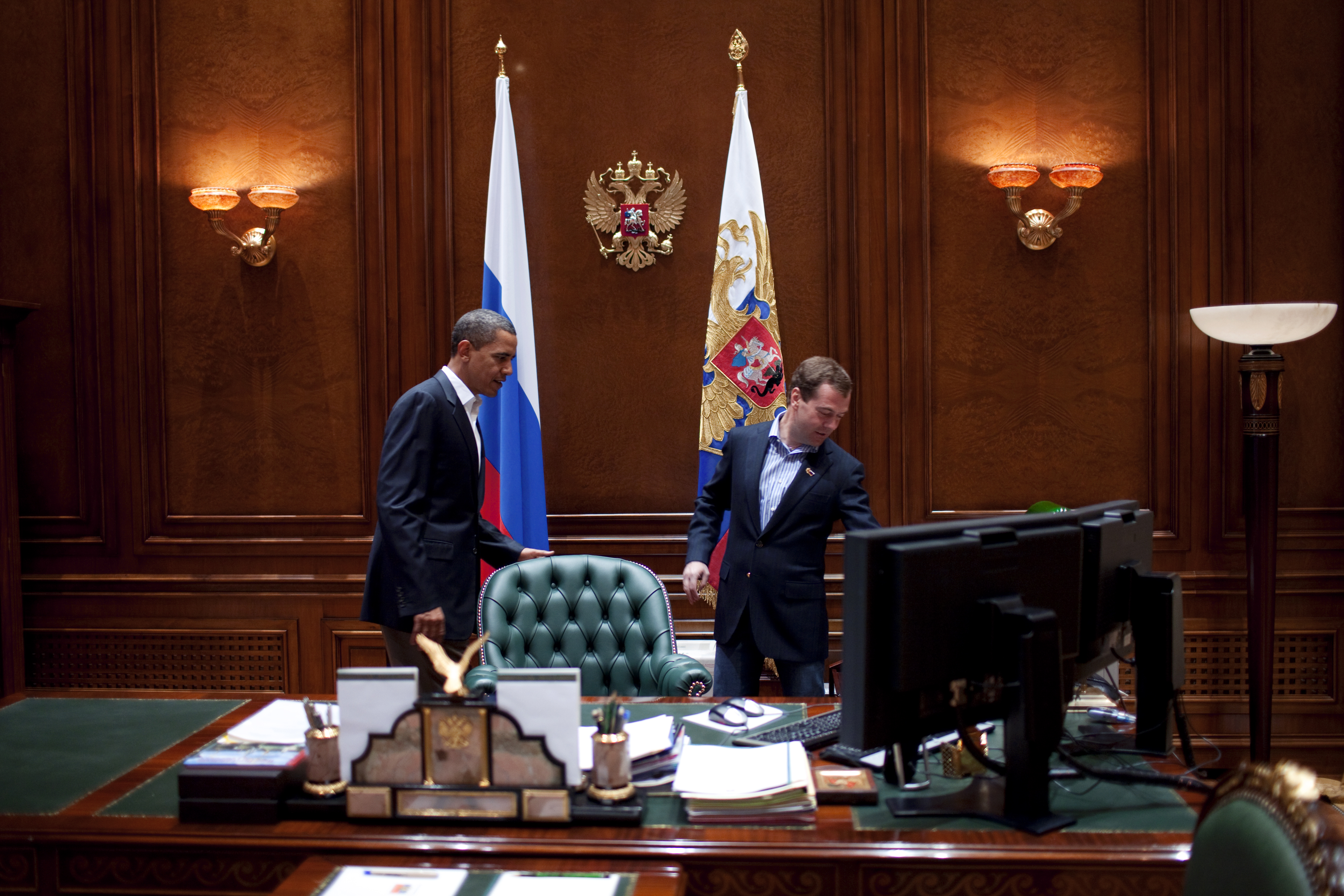
Дмитрий Медведев и Барак Обама в рабочем кабинете резиденции Горки-9, 6 июля 2009 года

Го́рки-9 — резиденция Президента Российской Федерации (в данный момент в ней живёт бывший Президент Российской Федерации Д. А. Медведев), расположена в 15 км от Москвы.
Входит в число четырёх официальных резиденций: Кремль, Горки-9, «Бочаров Ручей» (в Сочи) и «Долгие Бороды» (она же «Валдай», «Ужин») вблизи Валдайского озера. Горки-9 — самая большая из всех резиденций высших государственных руководителей.
После ухода Бориса Ельцина резиденция осталась за ним. Впоследствии Ельцин переехал в «Барвиху (Майендорф)», а резиденция Горки-9 какое-то время не использовалась.
Сейчас в ней живёт Дмитрий Медведев.